# 10445 Coster
10445 Coster è un asteroide della fascia principale. Scoperto nel 1973, presenta un'orbita caratterizzata da un semiasse maggiore pari a 2,4702495 UA e da un'eccentricità di 0,1550997, inclinata di 3,79541° rispetto all'eclittica.
Il nome dell'asteroide ricorda il fisico olandese Dirk Coster.